# رالف بيكر (لاعب كرة قدم)
رالف بيكر (بالألمانية: Ralf Becker)‏ هو لاعب كرة قدم ألماني في مركز الوسط، ولد في 26 سبتمبر 1970 في ليونبرغ في ألمانيا. لعب مع باير 04 ليفركوزن ونادي سانت باولي ونادي كارلسروه.

## وصلات خارجية
- رالف بيكر على موقع قاعدة بيانات كرة القدم.إي يو (الإنجليزية)
- رالف بيكر على موقع بيانات كرة القدم. دي إي (الألمانية)
- رالف بيكر على موقع عالم كرة القدم.نت (الإنجليزية)